# Christophe Dessy
Christophe Dessy (8 maart 1966) is een Belgisch voetbaltrainer en voormalig voetballer. Op 1 juli 2009 werd hij hoofdcoach van FC Brussels. Zijn contract liep in mei 2010 af en werd niet verlengd.

## Spelerscarrière
- 1983-1988 Racing Jet de Bruxelles
- 1988-1989 Racing Jet Wavre
- 1989-1992 Sporting Charleroi
- 1992-1994 ROC de Charleroi-Marchienne
- 1995-1996 R. Francs Borains
- 1996-1997 Racing Jet Wavre
- 1997-1998 Marchienne

## Trainerscarrière
- 1997-1999 Belgisch voetbalelftal (jeugd, -14, -15, -16)
- 1999-2002 AS Nancy-Lorraine (assistent-trainer)
- 2002-2004 AS Nancy-Lorraine (directeur vormingscentrum)
- 2004-2007 Standard de Liège (directeur vormingscentrum)
- 2007-12/2008 RAEC Mons (directeur vormingscentrum)
- 12/2008-2009 RAEC Mons
- 2009-2010 FC Brussels
- 2012-2016 Standard de Liège (directeur vormingscentrum)